# Liguri
Liguri (latinsko Ligvres, grško starogrško Λίγυες, Ligies) so bili staroveško ljudstvo, po katerem se imenuje sedanja pokrajina Ligurija v severozahodni Italiji.
V predrimskih časih so Liguri zasedali najmanj ozemlje sedanje italijanske pokrajine Ligurije, Piemont južno od reke Pad, severozahodno Toskano in francosko pokrajino Provansa-Alpe-Azurna obala. Na splošno velja, da so okoli leta 2000 pr. n. št. zasedali še mnogo večje ozemlje, vključno z večino severozahodne Italije, celo severozahodno Toskano severno od reke Arno, južno Francijo in dele sedanje Katalonije na severovzhodu Iberskega polotoka.
O starem ligurskem jeziku se ve zelo malo, ker ni nobenih dokumentov ali napisov, pisanih v tem jeziku. Neznana je tudi pradomovina Ligurov. Zgodovinarji domnevajo, da so govorili predindoevropski ali indoevropski jezik iz keltske jezikovne družine. Domneva delno temelji na krajevnih in lastnih  imenih, skupnih v tej regiji.
Liguri so bili v antiki znani kot Kelto-Liguri (grško Κελτολίγυες, Keltolígues), verjetno zaradi močnega keltskega vpliva na njihov jezik in kulturo. Na splošno velja, da se je stara ligurščina razvila v indoevropski jezik z močnim keltskim vplivom in bila hkrati podobna italskim jezikom. Ohranjenih je samo nekaj lastnih imen in pripona -asca ali -asco (vas).

## Ime
Imeni  Ligurija in Liguri je starejše od latinskih imen in je nejasnega izvora, vendar latinska pridevnika ligusticum (na primer v Mare Ligusticum) in liguscus razkrivata izvirni -sc- v korenu ligusc-, ki se je skrajšal na -s- in se po rotacizmu spremenil v -r- v latinskem imenu Liguria. Člen -sc- (-sk-) je prisoten v imenih Etruskan (Etruščan), Bask in Gaskonja.  Nekateri raziskovalci menijo, da je povezan s pomorskim ljudstvom ali mornarji.
Primerjave z grščino: beseda λίγυς (Ligus), romanizirano v Lígus, dobesedno pomeni Ligur oziroma  oseba iz Ligurije, medtem ko beseda λιγυστική (Ligustikḗ) pomeni Ligurija. Zdi se, da je izraz Ligur povezan z imenom reke Loare, čeprav francosko ime reke (Loire) izhaja iz latinskega "Liger", ta pa verjetno iz galskega  *liga, ki pomeni blato ali mulj. Liga izhaja iz protoindoevropskega korena *legʰ-, ki pomeni ležati ali počivati.
Po Plutarhu so Liguri sami sebe imenovali Ambroni, kar bi lahko kazalo na povezave z Ambroni v severni Evropi. Plutarh to omenja samo na enem samem mestu, v bitki pri Aquae Sextiae leta 102 pr. n. št., v kateri so rimske ligurske pomožne enote v boju Kimbri in Tevtoni vpile "Ambrones!" in dobile kot odgovor enak nasprotnikov krik. Dogodek ima zato lahko tudi obratno razlago.
Kako so Liguri imenovali sami sebe v svojem jeziku, ni znano. Odpira se tudi vprašanje ali so sploh imeli izraz, ki bi jih opredeljeval. "Liguri" je namreč naziv, s katerim so grški raziskovalci zahodnega Sredozemlja poimenovali to etnično skupino (Ligues). Kasneje so naziv uporabljali za razlikovanje Ligurov od drugih  etničnih skupin.
Nekaj poznavalcev meni, da Liguri sprva niso imeli imena, ki  bi opredeljevalo celotno narodnost, ampak samo imena posameznih plemen. Združevati so se začeli šele potem, ko so se morali braniti pred bolj organiziranimi ljudstvi, kot so bili Grki, Etruščani in Rimljani. Ob tem so verjetno začeli uporabljati tudi skupno ime.

## Ozemlje antične Ligurije
Strabonov opis Ligurije v 5. poglavju 2. knjige, odstavek 28:
Alpe so naseljene s številnimi narodi, ki so vsi keltski, z izjemo Ligurov. Slednji so jim po načinu življenja kljub drugačnemu rodu  močno podobni. Živijo v delu Alp, kjer se stikajo z Apenini (Alpes Maritimes), in delu Apeninov (Ligurske Alpe in Ligurski Apenini). Gorska veriga Apeninov se razteza čez celo Italijo od severa do juga in se konča v Sicilskem prelivu.
— Strabon (1. stoletje pr. n. št.)
Ozemlje rimske Ligurije ustreza sedanji italijanski Liguriji in bivši grofiji Nica in se ujema s sedanjimi Alpes Maritimes.

## Zgodovina

### Prazgodovina severne Italije
Poladska kultura s središčem v okolici Brescie je bila v prvi polovici 2. tisočletja pr. n. št. razširjena v dolini reke Pad od vzhodne Lombardije in Veneta do Emilije - Romanje.   Nastala je morda s prihodom novega ljudstva iz čezalpskih pokrajin  Švice in južne Nemčije. Njene vplive so odkrili tudi v kulturah zgodnje bronaste dobe v Liguriji, na Korziki, Sardiniji (bonanarska kultura) in v južni Franciji. Poladska kultura se razlikuje tako od kulture čaš kot od predhodne remedelske kulture. Bronasto orodje in orožje je podobno tistemu iz unjetiške kulture in drugih kultur severno od Alp.  Bernard Sergent domneva, da je bil ligurski jezik daljnji sorodnik keltskih in italskih jezikov.
Liguri naj bi se v dolino Pada naselili okoli leta 2000 pr. n. št. Naselili se niso samo v tej dolini, saj so pustili jezikovne in snovne  sledi tudi na ozemlju blizu severne obale Jadranskega morja. Ligurom se pripisuje ustanavljanje prvih vasi v dolini Pada, kolišč in naselij, obdanih z nasipi. Njihova kultura je bila naslednica poladske kulture v srednji in pozni bronasti dobi.
Staroveško ime reke Pad (latinsko Padus) izhaja iz njenega ligurskega imena Bod-encus ali Bod-incus. Beseda je v imenu ligurskega mesta Bodincomagus na desnem bregu reke Pad nizvodno od sedanjega Torina.
Po eni od legend je mesti Brescia in Barra (Bergamo) v pozni bronasti dobi ustanovil praoče Ligurov Kidno. Zdi se, da je v mitu tudi zrno resnice, saj so med nedavnimi arheološkimi  izkopavanji odkrili ostanke naselja iz obdobja okoli 1200 pr. n. št. Znanstveniki domnevajo, da so naselje zgradili Liguri. Drugi znastveniki ustanovitev Brescie in Bergama pripisujejo Etruščanom.
Zdi se, da so bila naselja na kolih in z nasipi obdana naselja neprekinjeno nadaljevanje prejšnje poladske kulture stare bronaste dobe. Največ kolišč je bilo v okolici Gardskega jezera, medtem ko so imela naselja na ravninah nasipe in obrambne jarke. 
Hiše v naseljih so bile običajno zgrajene v kolobarjih. Za gospodarstvo sta bila najpomembnejša poljedelstvo in pastirstvo. Pomembni so bili tudi lov in ribolov ter metalurgija bakra in brona  (sekire, bodala, klini itd.). Lončenina je bila groba in črnikasta. Pokojnike so kremirali ali pokopavali.
- Rimska Ligurija med rekami Var, Pad in Magra, ki je skladna s Strabonovimi zapisi
- Rožena motika poladske kulture
- Prazgodovinsko kolišče v severni Italiji

### Ustanovitev Massalie
Med 10. in 4. stoletjem so se Liguri naselili v Provansi v okolici Massilie.  Strabon pravi, da so bili Liguri, ki so živeli v sosedstvu s številnimi keltskimi gorskimi plemeni, drugo ljudstvo (ἑτεροεθνεῖς), vendar "po svojem načinu življenja podobni Keltom".
Massalia, katere ime je verjetno privzeto iz obstoječega ligurskega imena, je bila prvo grško naselje v Franciji, ustanovljeno okoli leta 600 pr. n. št. na mestu sedanjega Marseillea. Kolonisti so prišli iz Fokaje (sedanja  Foça, Turčija) na egejski obali Male Azije. Povezavo Marseillea in Fokajcev omenja Tukidid v Peloponeški vojni in  ugotavlja, da so "fokajskemu projektu nasprotovali Kartažani, katerih flota je bila poražena".
Ustanovitev Massalie je omenjana tudi v legendi. Po legendi je Protis (ali Euksen), rojen Fokajec, med iskanjem mesta za novo trgovsko postajo, s katero naj bi obogatel,  odkril zaliv Lacydon, ki ga je napajal potok in ščitila dva skalnata rta. Protis je bil povabljen v notranjost na banket, ki ga je priredil Nannu, poglavar lokalnega ligurskega plemena Segobrigi, za snubce  svoje hčerke Giptis. Na koncu pogostitve je Giptis Protisu ponudila ceremonialno čašo vina in nakazala, da je za moža izbrala prav njega. 
Po poroki sta se preselila na hrib severno od Lacydona  in iz tega naselja je zrasla Massalia. Kasneje so domorodci načrtovali uničenje nove kolonije, vendar je bila zarota razkrita. Sledila je bitka, v kateri je bil kralj domorodev Konran ubit. Grki so verjetno nameravali razširiti ozemlje svoje kolonije, zato jo je Konranov sin Nannu poskušal uničiti. Odpor Ligurov je zmanjšal grške apetite in so se odrekli širitvi kolonije. Masalijani so se zato osredotočili na razvoj trgovine, najprej z Liguri in nato z Galci, dokler Massalia ni postala najpomembnejše sredozemsko pristanišče v Galiji.

### Prihod Keltov in zlitje z njimi
Med 8. in 5. stoletjem pr n. št. so se v Provanso začela seliti tudi keltska plemena, verjetno iz Srednje Evrope. Kelti so imeli železno orožje, s katerim so zlahka premagali lokalna plemena, oborožena še z bronastim orožjem. 
Liguri in prišleki Kelti so se razširili po celem ozemlju sedanje Provanse  in se začeli mešati. Nastala je keltsko-ligurska kultura s številnimi plemeni. Vsako pleme  je imelo svojo alpsko dolino ali naselje ob reki in imelo svojega kralja ali celo dinastijo. Severno od Massalie okoli Aix-en-Provence so bili naseljeni keltsko-ligurski Saluvi, zahodno od reke Durance pa Katurigi, Trikastini in Kavari. Naselja in trdnjave, ki so jih Rimljani kasneje imenovali oppida, so gradili na vrhu hribov. Do zdaj so ob Varu odkrili ostanke 165 oppidov, v Alpes-Maritimes pa kar 285 oppidov.
Častili so različne vidike narave, ustanavljali svete gozdove v Sainte-Baume in Gemenos in odkrili zdravilne izvire v Glanumu in Vernèguesu. Kasneje, v 5. in 4. stoletju pr. n. št., so različna plemena ustanovila plemenske zveze: Vokonsi  na območju od Isère do Vaucluse, Kavari v Comtatu in Salieni  od reke Rone do reke Var. Plemena so začela trgovati s svojimi lokalnimi izdelki, železom, srebrom, alabastrom, marmorjem, zlatom, smolo, voskom, medom in sirom. S svojimi sosedi so trgovali najprej po trgovskih poteh ob reki Roni, kasneje pa so tudi z etruščanskimi trgovci, ki so prihajali na sredozemko obalo.  Etruščanske amfore iz 7. in 6. stoletja pr. n št. so bile najdene v Marseillu, Cassisu in v oppidih po celi regiji.

### Korzi
Korzi so bili starodavno ljudstvo na Sardiniji in Korziki, po katerih je Korzika dobila me. Bivali so na skrajnem severovzhodu Sardinije, v pokrajini, ki se zdaj imenuje Gallura. Podobno mnenje je imel tudi Seneka, ki je trdil, da so bili Korzi na Korziki v izgnanstvu in bili mešanega porekla, ki je bilo posledica nenehnega mešanja Ligurov, Grkov, Ibercev in drugih. V mitu, ki ga omenja Salustij, je mogoče rod Korzov slediti do Korze, Ligurke, ki je med pašo svoje črede zašla na Korziko in ji dala svoje ime. Grki so otok najprej imenovali Kaliste, kasneje pa Kirnos, Kernealis, Korsis in Kirné.
Prebivalci Massalie so leta 565 ali 562 pr. n. št. na Korziki na mestu sedanje Alerije ustanovili kolonijo Alalia. Leta 535 pr. n. št. jih je v bitki pri Alaliji porazila etruščansko-kartažanska koalicija, sklenjena prav v ta namen. Če bi koalicija zmagala, bi Sardinija pripadla Kartažanom, Korzika pa Etruščanom. Po Herodotu so v resnici zmagal Fokajci, vendar je to bila pirova zmaga, saj je bilo od 60 njihovih ladij potopljenih kar 40 ladij, preostale pa so bile neuporabne.  Masilci so nato zapustili Korziko, otoka pa so si razdelili Kartažani in Etruščani, kot je bilo dogovorjeno. Etruščani so ponovno vzpostavili nadzor nad vzhodno obalo otoka. Oblast so utrdili z delovanjem vojaškh pristanišč in oporišč v Pisi, Volteri, Populoniji, Tarkviniji in Cereju.

### Med Kelti in Etruščani

#### Keltsko-ligursko zlitje v Zahodnih Alpah in dolini Pada
V 12. stoletju pr. n. št. se je po združitvi poladske in kanegraške kulture, se pravi po združitvi stare ligurske in nove keltske kulture, vzporedno z halštatsko kulturo v osrednji vropi v Italiji razvila villanovska kultura, ki jo arheologi po tipskem najdišču imenujejo golaseška kultura.
Ljudstva golaseške kulture so bila naseljena na ozemlju približno 20.000 km2, ki se je raztezalo od alpskega razvodja v reko Pad od Valesie do Seria s središčem okoli mest Calende, Bellinzona in Como.
S prihodom galskega prebivalstva z druge strani Alp v 4. stoletju pr. n. št. je ta civilizacija začela ugašati in nato povsem ugasnila. Širitev Etruščanov v porečje Pada in vdor Galcev sta Ligure stisnila med Alpe in Apenine. Liguri so se prodiranju Rimljanov upirali s takšno silovitostjo, da so pri drugih ljudstvih pridobili velik ugled.

##### Kanegraška, poladska in golaseška kultura
Kanegraška kultura (13. stoletje pr. n. št.) lahko predstavlja prvi selitveni val protokeltskega prebivalstva iz severozahodnega dela Alp, ki je skozi alpske prelaze prodrlo in se naselilo v zahodni dolini Pada med jezerom Maggiore in jezerom Como (kultura Scamozzina). Prišleki so s seboj prinesli novo pogrebno prakso - kremiranje - ki je nadomestila pokopavanje. Protokeltsko prisotnost je mogoče slediti do začetka srednje bronaste dobe (16.-15. stoletje pr. n.  št.), saj se zdi, da je bila severozahodna Italija tesno povezana s kulturo tumulov (Srednja Evropa, 1600 pr. n. št. - 1200 pr. n. št.) glede proizvodnje bronastih predmetov, vključno z okraski. Nosilci kanegraške kulture so ohranili svojo homogenost le stoletje in se nato združili z ligurskimi staroselci. V tej zvezi je nastala nova faza, imenovana golaseška kultura, ki je danes poistovetena z Leponti in drugimi keltsko-ligurskimi plemeni.
Kulturno ozemlje golaseške kulture, ki je postalo Cisalpska Galija, je obsegalo sedanjo italijansko zahodno Lombardijo in vzhodni Piemont in švicarski kanton Ticino. Na  nekaterih območjih je koncentracija najdb večja kot drugod in  na splošno ustreza različnim arheološkim facijam, izpričanim v golaseški kulturi. Najdbe sovpadajo z ozemlji plemen, o katerih poročajo latinski in grški zgodovinarji in geografi:
- Insubri, naseljeni na ozemlju južno od jezera  Maggiore, Vareseju in delu Novare (Golasecca, Sesto Calende, Castelletto sopra Ticino) . V 5. stoletju pr. n. št. se je na tem ozemlju število prebivalcev nenadoma zelo zmanjšalo, dokler ni nastal Mediolanum (Milano).
- Leponti, naseljeni v kantonu Ticino (Bellinzona in Sopra Ceneri) in Ossoli.
- Orobi, naseljeni v okolici Coma in Bergama.
- Levi in Mariki, naseljeni v Lomellini (Pavia/Ticinum).

Kelti se niso vsiljevali obstoječim domorodnim plemenom, ampak so se z njimi pomešali. Po prihodu Etruščanov in Rimljanov je v severozahodni Italiji nastal zapleten splet keltsko-ligurskega prebivalstva z nekaterimi geografskimi razlikami: na splošno je severno od Pada (kasnejša rimska Gallia Transpadana)  odločno prevladovala  keltska kultura, medtem ko je bilo južno od Pada (kasnejša rimska Gallia Cispadana) še vedno čutiti močan ligurski vpliv. 
Medtem, ko se je v Lombardiji in vzhodnem Piemontu pojavija golaseška kultura, sta v najbolj zahodnem delu sedanje Italije  obstajali dve glavni skupini plemen: Tavrini na območju Torina in Salasi v sodobni Ivriji ter Dolini Aoste.

### Širitev Etruščanov in ustanovitev Genove
Ligurski žarni grobovi na italijanski Rivieri in v Provansi kažejo na etruščanske in keltske vplive.
V 7. stoletju pr. n. št.  so začeli na severno Tirensko morje (zdaj Ligursko morje) poleg Grkov pritiskati tudi Etruščani. Etruščani so s svojim intenzivnimi trgovanjem konkurirali Grkom in se z njimi pogosto spopadali. Po letu 540 pr. n. št. in bitki pri Alaliji  so se začeli Etruščani ponovno širiti po dolini Pada, kar je povzročilo postopno zmanjševanje prisotnosti Etruščanov v severnem Tirenskem morju. Širitev proti severu Apeninov je bila namenjena odpiranju  in nadzoru novih trgovskih poti.
Etruščanska ekspanzionistična politika se je razlikovala od grške. Širili so se predvsem po kopnem in poskušali postopoma osvojiti ozemlja ob svojih mejah. Bili so tudi dobri pomorščaki, vendar niso ustanavljali oddaljenih kolonij, ampak emporije za podporo trgovanja z domačim prebivalstvom. Takšna politika je ustvarila dvoumne odnose z Liguri: po eni strani so bili odlični trgovinski partnerji v vseh obalnih območjih, po drugi strani pa je njihova ekspanzionistična politika pritisnila na ligursko prebivalstvo, naseljeno severno od reke Arno, zaradi česar so se umaknili v gorska območja severnih Apeninov.
Liguri so preprečili Etruščanom, da bi prodrli še dlje. Za mejo med ligurskim in etruščanskim ozemljem se je tradicionalno štela reka Magra, vendar vse kaže, da so ligurska plemena z Apeninov občasno napadala in ropala etruščanska naselja severno od Arna, na primer Piso.
Sovražnosti na mejah niso preprečile intenzivnega trgovanja, kar dokazujejo velike količine etruščanske keramike, odkrite v ligurskih mestih. V tem času je bil okoli leta 500 pr n. št. ustanovljen oppidum Genova v mestnem jedru "Castello" sedanje Genove. Oppidum so verjetno že pred tem ustanovili Liguri. V oppidu je začelo cveteti trgovanje proti sedanjemu Prèju in Rivu Torbidu. Nekateri poznavalci so prepričani, da ji bila Genova etruščanski emporij, ki so ga  kasneje prevzeli lokalni ligurski Genuati. Slednji so  se morda  zlili z Etruščani.
Na začetku 5. stoletja pr. n. št. je moč Etruščanov začela usihati. Na severu so jih napadali Galci in na jugu Grki. Na jugu so se začela tudi upirati  mesta pod njihovo oblastjo, med njimi tudi Rim.  Prisotnost Etruščanov med Liguri je bila vedno manjša, večal pa se je vpliv Masilije in Galcev. 
V tem obdobju je pomembno trgovsko središče postal "ligurski emporij" Genova, naseljena z ligurskimi Genuati. Trgovala je z lesom za gradnjo ladij, živino, usnjem, medom, tkaninami in drugimi ligurskimi proizvodi.

### Prvi stiki z Rimljani
V 3.  stoletju pr. n. št. so Rimljani zasedli etuščanska ozemlja in prišli v neposreden stik z Liguri. Rimska ekspanzionistična politika je bila takrat usmerjena predvsem proti bolj bogati Galiji in Iberskemu polotoku, ki je bil takrat v domeni Kartažanov. Ligursko ozemlje je bilo za Rimljane zanimivo predvsem zaradi kopenskih cest ob ligurski obali in v jugozahodnih Alpah.
Na začetku je bil odnos Rimljanov do Ligurov  dokaj popustljiv. Ligurija je veljala za revno, slava njenih bojevnikov pa je bila znana. Poznali so jih tudi kot imske plačance in zaveznike v prvi punski vojni, zato niso bili pripravljeni odpreti nove fronte in so jih najprej poskušali narediti zaveznike. Kljub prizadevanjem je zavezniške sporazume z Rimljani sklenilo le nekaj ligurskih plemen, predvsem Genuati, drugi pa so se kmalu izkazali za sovražnike.
Sovražnosti so se začele let 238 pr. n. št. s sklenitvijo zavezništva Ligurov in galskih Bojev. V koaliciji je na vojaškem pohodu kmalu prišlo do nesoglasij in zavezništvo je razpadlo.  Rimska flota pod poveljstvom Kvinta Fabija Maksima  je medtem uničila ligurske ladje ob ligurski obali (234-233 pr. n. št.) in dobila nadzor nad obalno cesto proti Galiji. 
Leta 222 pr. n. št.  so Insubri med vojno z Rimljani zasedli oppidum Clastidium (sedanji  Casteggio), takrat pomembno naselje na ozemlju Anamarov (ali Marikov). Ligurska plemena  so, verjetno zaradi strahu pred sosednjimi bojevitimi Insubri, že leto pred tem sprejela zavezništvo z Rimom.
Rimska vojska je takrat prvič prodrla preko Pada in se razširila v Transpadsko Galijo. Leta 222 pr. n. št. se je bíla bitka pri Klastidiju, ki je Rimljanom omogočila zasedbo prestolnico Insubrov Mediolanum (sedanji Milano). Rimljani so svojo oblast utrdili z ustanovitvijo kolonij Placentia na ozemlju Bojev in Cremona na ozemlju Insubrov.

### Druga punska vojna
V drugi punski vojni, ki je izbruhnila leta 218 pr. n. št., so ligurska plemena sodelovala na obeh sprtih straneh. Nekatera plemena z rahodne Riviere in Apuani so se pridružili Kartažanom in jim po Hanibalovem prihodu v Italijo dali na razpolago svoje vojake v upanju, da jih bo kartažanski general osvobodil rimske oblasti. Drugi, na primer Genuati, Bagieni in Tavrini, so podprli Rimljane.
Kartažanom naklonjeni Liguri so sodelovali v bitki pri Trebiji, v kateri so zmagali Kartažani. Drugi Liguri so se po prihodu  Hanibalovega brata Hasdrubala Barke v Cisalpsko Galijo pridružili  njegovi vojski. V pristanišču Savo (današnja Savona), takratni prestolnici Ligurov Sabazov, so našle zatočišče kartažanske trireme Hanibalovega brata Maga Barke, ki je nameraval presekati rimske trgovske poti v Tirenskem morju.
V zgodnjih fazah vojne so trpeli predvsem prorimski Liguri. Na Hanibalovi poti v Italijo so se leta 218 pr. n. št. znašli Tavrini. Hanibal se je povezal z njihovimi  dolgoletnimi sovražniki  Insubri in jih napadel. Hanibalova vojska je po tridnevnem obleganju zavzela tavrinsko glavno mesto Tavrazijo (današnji Torino).
Leta 205 pr. n. št. je Mago napadel Genuo (današnja Genova) in jo do tal porušil.
Proti koncu druge punske vojne je Mago med  Ingauni poskušal blokirati prodiranje Rimljanov. V bitki v Insubriji je bil poražen in po bitki zaradi ran umrl. Genova je bila še isto leto obnovljena. Ligurska vojska je leta 202 pr. n. št.  sodelovala v bitki pri Zami, ki je pomenila konec Kartažanov kot velike sile.

### Rimska zmaga nad cisalpskimi Liguri
Leta 200 pr. n. št. so Liguri in Boji izropali in uničili rimsko kolonijo Placentia, ki je učinkovito nadzorovala najpomembnejšo plitvino za prehod preko Pada. V tem času so bili Rimljani v vojni z Apuani. Resna rimska povračila so se začela leta 182 pr. n. št., ko so proti Ligurom poslali tako konzularno kot prokonzularno vojsko. Vojne so se nadaljevale v 150. letih pr. n. št., ko so rimski generali slavili dva triumfa nad Liguri. Rimljani so veliko domačinov pregnali iz njihovih  domovin  in namesto njih naselili koloniste. Takšen primer sta bili Luna in Luca v 170. letih pr. n. št. V istem obdobju so bili Rimljani tudi v vojni z ligurskimi plemeni v severnih Apeninih. 
Po koncu druge punske vojne sovražnosti ni bilo konec. Ligurska plemena, Galci in Kartažani z goratih predelov so se še naprej borili z gverilsko taktiko. Rimljani so bili zato prisiljeni v neprekinjene vojaške operacije v severni Italiji.
Leta 201 pr. n. št. so Ingauni sklenili mirovni sporazum z Rimljani.
Rimljani so šele leta 197 pr. n. št. pod vodstvom Municija Rufa z zmago nad Celerati, Cerdikati, Ilvati in Boji uspeli ponovno vzpostaviti oblast nad okolico Placentie in osvojiti oppidij Clastidium.
Genovo je istega leta obnovil prokonzul Spurij Lukrecij. Rim je po porazu Kartažnov poskušal razširiti svoje ozemlje proti severu in Genovo med letoma 191 in 154 pr. uporabil kot oporo za napade proti ligurskim plemenom, ki so bila več desetletij zavezniki Kartažanov.
Za drugo  faza konfliktov (197-155 pr. n. št.) je značilno, da so se apuanski Liguri utrdili v Apeninih in od se tam občasno spustili v dolino in plenili bližnja ozemlja. Rimljani so neprekinjeno organizirali odprave v gore v upanju, da bodo prestregli, obkolili in premagali Ligure in pri tem pazili, da ne padejo v njihove zasede. V teh vojnah so Rimljani slavili petnajst zmag in utrpeli vsaj en resen poraz.
Zgodovinsko gledano sega začetek kampanj v leto 193 pr. n. št., ko so Liguri organizirali velik pohod in prodrli vse do desnega brega reke Arno.  Sledile so rimske kampanje leta 191, 188 in 187 pr. n. št., ki so bile zmagovite, a ne odločilne.
V kampanji leta 186 pr. n. št. so Liguri v dolini reke Magre premagali Rimljane. V tej bitki, ki je potekala na ozkem in strmem terenu, so Rimljani izgubili približno 4.000 vojakov, tri orle  II. legije in enajst praporov  latinskih zaveznikov. V bitki je padel tudi konzul Kvint Marcij. Domneva se, da je kraj bitke po padlem konzulu dobil ime Marciaso, ali da se po njem imenuje Marčevski kanal na gori Caprione v mestu Lerici, ki so ga kasneje zgradili Rimljani. Gora Caprione je imela velik strateški pomen, ker je nadzirala dolino Magre in morje.
Leta 185 pr. n. št. so se uprli tudi Inguani in Intimili in se uspeli naslednjih pet let upirati rimskim legijam. Leta 190 pr. n. št. so kapitulirali.  Apuani in plemena v njihovem zaledju so se še upirala.
Rimljani so vsekalor želeli trajno umiriti Ligurijo, da bi si olajšali nadaljnja osvajanja v Galiji. V ta namen so pripravili veliko vojsko s skoraj 36.000 vojaki pod poveljstvom prokonzulov Publija Kornelija Cetega in Marka Bebija Tamfila, s katero naj bi odpravili neodvisnost Ligurov. 
Leta 180 pr. n. št. so Rimljani resno porazili Apuane in 40.000 Apuanov deportirali v Samnij v južni Italiji. Deportaciji je naslednje leto sledila deportacija 7.000 Ligurov. Deportaciji nista bili edini, v katerih so Rimljani v tako velikem številu preselili poraženo ljudstvo. Leta 177 pr. n. št. se je Rimljanom vdala še ena skupina Apuanov in se v 2. stoletju pr. n. št. asimilirala v rimsko kulturo. Pohodi Rimljanov proti severu so se nadaljevali.
Preostala ligurska plemena, zdaj izolirana in popolnoma podrejena, so se še naprej upirala. Frinatijati so se vdali leta 175 pr. n. št. Leta 172 pr. n. št. so jim skedili Statieli in leta 158 pr. n. št. Velejati. Zadnji odpor Apuanov je leta 155 pr. n. št. strl konzul Mark Klavdij Marcel.

### Podjarmljenje transalpskih in kapilatskih Ligurov
Zadnji ligurski plemeni, Vokonti in Saluvi, naseljeni v Provansi, sta bili podjarmljeni leta 124 pr. n. št.

### Liguri pod rimsko oblastjo

#### Rimska provinca Cisalpska Galija
Cisalpska Galija, danes del Italije, je bila v 4. in 3. stoletju pr. n. št. naseljena s Kelti. V 220. letih pr. n. št. jo je zasedla Rimska republika in okoli leta 81 pr. n. št. ustanovila svojo provinco. Leta 42 pr. n. št. je provinco z Acta Caesaris (cesarski odlok) priključila k Rimski Italiji. Do takrat se je štela za del Galije, natančneje "Galije na bližnji strani Alp" (s stališča Rimljanov). Na "drugi strani Alp" je bila Transalpska Galija.
Cisalpska Galija je bila razdeljena na Galijo južno in Galijo severno od Pada (Gallia Cispadana in Gallia Transpadana). Cisalpska Galija je na severu in zahodu mejila na Alpe, segala na jugu do Placentie ob Padu, reke Rubikon in Apeninov  in na vzhodu do Jadranskega morja. Leta 49 pr. n. št. so prebivalci Cisalpske Galije dobili rimsko državljanstvo.

#### Regio IX Liguria
Plinij starejši v svoji Naturalis Historia omenja, da je cesar Avgust okoli leta 7. pr. n. št. razdelil Italijo na enajst regij. Bivša provinca Cisalpska Galija je bila razdeljena na štiri regije: Regio VIII Gallia Cispadana, Regio IX Liguria, Regio X Venetia et Histria in  Regio XI Gallia Transpadana. Središče  Regio IX Liguria je leta 6 n. št. postala Genova.  Ligursko prebivalstvo se je pomikalo k dokončni romanizaciji.
Uradno zgodovinsko ime IX. regije ni imelo imena Ligurija. Ime so dodali sodobni akademiki, ki so avgustejske regije poimenovali po tamkajšnjem večinskem prebivalstvu. IX. regija je vključevala le ligursko ozemlje od Pomorskih in Kotijskih Alp ter reke Var na zahodu do Trebije in Magre na meji z  Regio VIII Aemilia in Regio VII Etruria na vzhodu in reke Pad na severu.
Regija je bila manjša od ozemlja, na katerem so bili nekdaj naseljeni Liguri in je verjetno obsegala ozemlje, na katerem so takrat še živeli Liguri. V sosednji Regio XI Transpadana (severno od Pada) in Provansi so prevladovali Kelti. Prebivalci z ligurskimi imeni so južno od Placentiae živeli vse do leta 102 n. št.
Leta 126 n. št. je bil v Ligurski regiji rojen rimski vojak in politik Pertinaks, ki je postal rimski cesar.

#### Kotijevo kraljestvo
Rimska provinca Kotijske Alpe je dobila ime po Kotiju, kralju lokalnega ligurskega plemena Segusini. Kralj se je sprva upiral Avgustovemu imperializmu, potem pa se je uklonil in postal cesarjev zaveznik in osebni prijatelj. Njegovo ozelje in ozemlja okoliških plemen so bila k Rimskemu cesarstvu priključena leta 15 pr. n. št., vendar sta imela Kotij in za njim njegov sin izjemne privilegije in še naprej vladala v regiji kot prefekta, se pravi rimska guvernerja. Kotij je leta 8 pr. n. št. pokazal svojo hvaležnost in v svojem glavnem mestu Segusio (zdaj Susa, Piemont) postavil Avgustov slavolok, ki še vedno stoji.  Po Kotijevi in sinovi smrti je cesar Neron (vladal 54-68) za vodjo province imenoval rednega konjeniškega prokurista.

### Antični viri
Ajshil v odlomku Vklenjenega Prometeja opisuje Herkula, ki se spopada z Liguri  na kamnitih ravnicah blizu ustja Rone, Herodot pa govori o Ligurih, naseljenih "nad Masilijo (sodobni Marseilles), ki so jo ustanovili Grki". Tukidid govori tudi o tem, da so Liguri izgnali iberske Sikane z bregov reke Sicanus v Iberiji. Psevdosklilaks v Periplu opisuje Ligije (Ligure), ki živijo vzdolž sredozemske obale od Antiona (Antibes) vse do ustja Rone in se nato od Rone do Emporija v Hispaniji mešajo z Iberi.

## Sodobne teorije o poreklu Ligurov
Tradicionalna poročila trdijo, da so Liguri predstavljali severno vejo etno-jezikovne plasti, starejšo od proto-italskih ljudstev in zelo drugačno od njih. Na splošno je veljalo, da je "ligursko-sikanska" kultura zavzemala široko območje južne Evrope od Ligurije do Sicilije in Iberije. Četudi je bilo takšno območje na splošno podobno območju paleoevropske "tirenske kulture", za katero so domnevali kasnejši sodobni učenjaki, ni med Tireni in Liguri nobenih znanih povezav.
V 19. stoletju je izvor Ligurov znova pritegnil pozornost znanstvenikov.  Francoska zgodovinarka Amédée Thierry jih je povezovala z Iberi,  medtem ko je profesor germanskih starin na univerzah v Kielu in Berlinu Karl Müllenhoff preučeval Avienove spise Ora maritima. Avien je bil latinski pesnik iz 4. stoletja, ki je kot vir za svoje delo uporabil feničanski peripel iz 6. stoletja pr. n. št. Müllenhoff je ugotovil, da se ime Liguri na splošno nanaša na različna ljudstva, ki so živela v zahodni Evropi, vključno s Kelti, vendar je menil, da so bili "pravi Liguri" predindoevropsko prebivalstvo.
Italijanski geolog in paleontolog Arturo Issel je menil, da so Liguri neposredni potomci kromanjonskega ljudstva, ki je od mezolitika živelo po vsej Galiji.
Dominique-François-Louis Roget, baron de Belloguet, je zagovarjal galski izvor Ligurov. V železni dobi so bili govorjeni jeziki, glavna božanstva in predmeti, odkriti na območju Ligurije, po slogu in tipu podobni keltski kulturi.
Med zagovorniki indoevropskega izvora je bil tudi Henri d'Arbois de Jubainville, francoski zgodovinar iz 19. stoletja, ki je v Les Premiers habitants de l'Europe trdil, da so bili Liguri prvi indoevropski govorci v zahodni Evropi. Jubainvilleova "keltsko-ligurska hipoteza" je bila v drugi izdaji njegove prve študije znatno razširjena. Navdihnila je zbirko sodobnih filoloških in nekaj arheoloških raziskav. Keltsko-ligurska hipoteza se je začela povezovati s kulturo lijakastih čaš  in se razširila na velik del Srednje Evrope.
Julius Pokorny je keltsko-ligursko hipotezo prilagodil v hipotezo, ki je povezovala Ligure z Iliri, in navedel vrsto dokazov iz vzhodne Evrope. Po tej teoriji so začeli Ligure-Ilire povezovati s prazgodovinskimi umfieldskimi ljudstvi.
Obstajajo tudi druge hipoteze. Dominique Garcia, na primer, se sprašuje, ali se Ligure sploh lahko šteje za posebno etnično skupino, ki se je razlikovala od kultur, ki so jo obkrožale.

## Družba
Liguri nikoli niso ustvarili centralizirane države. Razdeljeni so bili na neodvisna plemena, ki so bila sama organizirana v majhne vasi ali gradove. Trgovska središča in mesta, ki bi ustrezala prestolnicam posameznih plemen, so bila redka.
Ozemlje plemena je bilo skoraj v celoti javno last. Le majhen del obdelovalne zemlje je bil "zaseben" in bil za plačilo majhnega davka dan v koncesijo. Koncept zasebne, dedne ali tržne lastnine se je razvil mnogo kasneje.
Zaradi decentralizirane družbe Liguri niso imeli centralizirane politične strukture. Vsako pleme se je odločalo zase, včasih tudi v nasprotju z interesi drugih plemen; dokaz za to so nasprotujoča si zavezništva, ki so jih sčasoma sklenila ligurska plemena proti Grkom, Etruščanom in Rimljanom.
Znotraj plemen je prevladoval egalitarni in skupnostni duh. Vpliv plemiškega razreda, če je obstajal, so to ublažili "plemenski shodi", na katerih so sodelovali vsi družbeni razredi. Zdi se, da ni bilo tudi nobene vnaprej organizirane sodne oblasti. Liguri niso imeli dinastičnih voditeljev. Ligurski "kralj" je bil izvoljen za vodjo plemena ali plemenske zveze. Šele v poznem obdobju je začel nastajati pravi dinastični aristokratski razred. Suženjstva prvotno ni bilo: vojne ujetnike so pobili ali žrtvovali.
Zgodbe o ustanovitvi Masalije vsebujejo nekaj pomembnih informacij:
- imeli so močan občutek za gostoljubnost,
- ženske so si same izbrale moža, kar kaže na enakopravnost, ki v vzhodnih narodih znana.

Diodor Sicilski v 1. stoletju n. št. piše, da so ženske opravljale naporna dela skupaj z moškimi.

### Oblačenje
Diodor Sicilski poroča, da so Liguri nosili tunike, opasane z usnjenim pasom in zapete običajno z bronasto sponko. Noge so bile gole. Med druga oblačila so spadali ogrinjalo (sagum) in v zimskem času živalske kože, ki so jih ščitile pred mrazom. Značilen element je bila fibula za zapenjanje oblačil in plaščev. Izdelana je bila iz jantarja, uvoženega z Baltika, in raznobarvnega stekla, obogatene z okrasnimi elementi iz kosti ali kamna.

## Videz
Mark Anej Lukan v svoji Farzaliji, napisani okoli leta 61 n. št., opisuje Ligure kot dolgolasce s kostanjevo rjavimi lasmi:
... Ligurska plemena, danes ostrižena,
so bila v starih časihdolgolasa. Na svoje kostanjevo 
rjave lase so bili izjemno ponosni.

## Vojskovanje
Diodor Sicilski opisuje Ligure kot strahovite nasprotnike.  S fizičnega vidika niso bili posebej impresivni, moč, volja in vztrajnost pa je iz njih naredila bolj nevarne bojevnike od Galcev. Dokaz za to trditev je, da so bili cenjeni plačanci v drugih sredozemskih vojskah, na primer v kartažanski in sirakuški. V Hanibalovo  vojsko je bil po njegovem prihodu v Italijo vključen tudi kontingent Ligurov.

### Taktika, vrste enot in oprema
Oborožitev vojaka je bila odvisna od razreda in premožnosti lastnika. Večino ligurske vojske je tvorila slabo oborožena lahka pehota. Glavno orožje je bilo kopje s konico, včasih daljšo od vatla (45 cm). Sledil je meč, podoben galskemu, včasih cenen, ker je bil izdelan iz mehke kovine. Loki in puščice so bili zelo redki. Ščiti so bilo podolgovati in leseni, podobni keltskim, vendar brez kovinske izbokline na prednji strani. Na glavah so nosili preproste čelade montefortinskega tipa. Mogoče je tudi to, da so bogatejši bojevniki uporabljali oklep iz organskih materialov, podoben galskemu  ali grškemu linotoraksu.
Pehota je bila dobra tako v bitkah kot v manjših spopadih in tudi v bojih mož na moža.

### Konjenica
Strabon in Diodor Sicilski pišeta, da so bili Liguri zaradi značilnosti njihovega ozemlja večinoma pešaki. Nedavne najdbe delov konjske oprave  v ligurskih grobovih kažejo, da jim konjenica ni bila povsem neznana. Strabon omenja tudi to, da so imeli Salijci severno od Masalije velike konjeniške enote. Ker so bili eno od keltsko-ligurskih plemen, konjenica morda odraža njihovo keltsko plat.

### Najemniki
Zdi se, da so se bili Liguri kot najemniški vojaki pripravljeni vojskovati v tujih vojskah. Ligurske pomožne enote se omenjajo na primer v vojski kartažanskega generala Hamilkarja I. leta 480 pr. n. št.  Grški vojskovodje na Siciliji so ligurske najemnike novačili vse do Agatokla Sirakuškega (361-289 pr. n. št.).
Trgovanje z najemniki je bilo posebna oblika trgovanja in vira dohodkov. Grški in rimski viri potrjujejo, da so Liguri že v antiki  služili kot plačanci v vojskah zahodnega Sredozemlja. Najemali so se celi kontingenti in očitno ne posamezni vojaki,  saj je bilo nujno imeti dobro delujoče enote. Stoletno vojskovanje z Masalci, Etruščani, Kartažani in Galci je dalo Ligurom vojno znanje, da so več desetletij  zadrževali rimske vojske.

### Piratstvo
V starem veku je bila stranska dejavnost pomorstva piratstvo in Liguri niso bili izjema. Če se jim je zdelo primerno, so napadali in ropali ladje, ki so plule ob njihovi obali. Ropanje je bilo najhitrejši način pridobivanja dobrin.  Dobro dokumentirani so tudi nenehni napadi ligurskih plemen na sosednja ljudstva, ki so predstavljali pomemben doprinos k njihovem gospodarstvu. Ingauni, pleme pomorščakov, naseljeno okoli Albingaunuma (sedanja Albenga), so sloveli po tem, da so se ukvarjali s trgovino in piratstvom in bili sovražni do Rima. Kot  kartažanski zavezniki so sodelovali tudi v drugi punski vojni.  Leta 181 pr. n. št. jih je podjarmil rimski konzul  Lucij Emilij Paul Makedonski.

### Liguri v rimski službi
Po rimski osvojitvi Ligurije v letih 171-168 pr. n. št. se je nekaj Ligurov vojskovalo na rimski strani proti Makedoncem. Od Gaja Marija dalje so bili redni vojaki rimske vojske.
Po Plutarhu se je bitka pri Pidni, odločilna bitka tretje makedonske vojne, začela popoldne s spretno prevaro rimskega konzula Lucija Emilija Paula. Konzul je poskušal zvabiti v bitko svojega nasprotnika tako, da je proti njemu nagnal konja brez vajeti. Z rimskim navideznim lovom na konja se je v resnici začel napad na nasprotnika. Po drugi zgodbi so Tračani v makedonski službi napadli rimske intendante, ki so se malo preveč približali njihovim vrstam. V odgovor jih je takoj napadlo 700 vojakov iz ligurskih pomožnih enot.
Pred bitko pri Pidni so Rimljani uporabljali ligurske pomožne enote skupaj z veliti za preganjanje makedonskih spopadnikov (peltasti).
Salust in Plutarh pravita, da so Liguri med jugurtinsko (112-105 pr. n. št.) in kimbrijskeo vojno (104-101 pr. n. št.) služili v rimskih pomožnih enotah. Kot taki so imeli pomembno vlogo v bitki pri Aquae Sextiae.
Liguri v širšem smislu so pomenili vsa ligurska ljudstva v severozahodni Italiji, jugovzhodni Galiji in zahodnih Alpah. Ko je bila Regio Liguria priključena Rimski Italiji, so Liguri postali rimski državljani in bili rekrutirani v rimske legije. Alpski Liguri iz Kotijskih in Primorskih Alp, ki niso bili rimski državljani, ampak peregrini, so bili rekrutirani v ligurske kohorte v rimskih pomožnih enotah.

## Religija
Med najpomembnejšimi pričevanji ligurskih verovanj velja omeniti svete gorske kraje (Mont Bègo, Monte Beigua) in razvoj megalitizma (kipi-stele v Lunigiani).
Spektakularni Mont Bégo v Vallée des merveilles je najbolj reprezentativen med številnimi svetimi kraji. Na njem je veliko skalnih rezbarij, žlebov in obrednih bazenov, ki kažejo, da so Liguri med svojimi obredi uporabljali vodo, morda tudi mleko ali celo kri. Mont Bégo je presenetljivo primerljiv s svetimi kraji v  Val Camonica. Drug pomemben svet kraj je gora Beigua. Veliko svetih krajev je bilo tudi na številnih rtih v severozahodni Italiji in v Alpah. 
Med pomembnejšimi ligurskimi spomeniki so skalne gravure in antropomorfne skulpture, podobne tistim v južni Franciji, najdene v Lunigiani in na Korziki. Nekaj podobnih umetniških stvaritev je tudi na ozemljih vzhodno od Ligurije.
Drugi pomemben dokaz so številni kraji z megaliti, od katerih so najbolj spektakularni in izvirni kipi v Lunigiani. Ti posebni podolgovati kamni, zabodeni v gozdna tla, so se končali s stiliziranimi človeškimi glavami. Morda so imeli tudi roke in spolne atribute in pomembne predmete, na primer bodala. Njihov  pravi pomen ni znan. Domneva se, da so predstavljali:
- bogove
- prednike in pobóžene junake
- rojstvo iz maternice, ki simbolizira izvor njihovega plemena  neposredno iz maternice zemlje in narave.

Glava je bila za Ligure sedež duše, središče čustev in točka telesa, v kateri so bila skoncentrirana vsa čutila. Posledično je bila glava bistvo božanskega in s tem njihovega kulta.
Na splošno se domneva, da je bila ligurska religija dokaj primitivna, naslovljena na nadnaravne zaščitniške bogove, ki so predstavljali velike naravne sile. Od bogov so pričakovali pomoč in zaščito. 
Številna sveta mesta blizu gorskih vrhov bi lahko kazala na kult veličastnih nebesnih božanstev, ki so jih predstavljali visoki vrhovi. Beg, iz katerega izhajata  Baginus in Baginatie, Pen, kasneje z romanizacijo preoblikovan v Peninskega Jupitra (Iuppiter Poeninus) in Apeninu pater, in Alb, iz katerega izhaja Albiorix, so bili zaščitniška božanstva ligurskih vrhov. 
Omenjena so tudi božanstva, kot sta bila Belenus in Borvo, ki so bila povezana s kultom vode in kultom Matrone. Od tod izvira svetišče Mons Matrona, zdaj Montgenèvre.
Na številnih gravurah je upodobljen bik, včasih stiliziran in predstavljen samo z rogovi, kar bi lahko kazalo na kult bika, moškega in oplojevalca, znanega tudi v anatolskih in semitskih kulturah. 
Pomembno božanstvo je bil tudi Cicnu (labod), ki je morda predstavljal pobóženje mitskega antičnega kralja ali, kot v številnih nordijskih kulturah, totemsko žival, povezano s kultom sonca. 
Zaradi dolgega stika s keltskimi ljudstvi so Liguri verjetno privzeli verovanja in mite, ki so prihajali iz tega sveta. Od 7. stoletja pr. n. št. so ligurska pogrebna oblačila podobna tistim, ki jih najdemo pri ljudstvih iz keltskega kulturnega kroga.

## Gospodrstvo
Ligursko gospodarstvo je temeljilo na preprostem poljedelstvu, ovčarstvu, lovu in izkoriščanju gozdov. Diodor Sicilski o Ligurih piše: 
Ker je njihova dežela polna drevja, nekateri cele dneve sekajo drevesa z močnimi in težkimi sekirami. Drugi, ki želijo obdelovati zemljo, se morajo spopasti z lomljenjem kamnov, ker je zemlja tako suha, da se vanjo ne da zapičiti orodja ali odstraniti ruše, ne da bi naleteli na kamen. Kljub temu, da se morajo boriti s toliko nevšečnostmi, s trmastim delom premagujejo naravo [...], se pogosto predajajo lovu in iskanju divjadi. In tako so zaradi stalnega gibanja po zasneženi gorah in težko dostopnih goščavah njihova telesa utrjena, mišice pa izredno krepke. Nekateri med njimi trpijo zaradi pomanjkanja hrane in pitne vode in živijo od mesa domačih in divjih živali.
- Diodor Sicilski v Luca Ponte, Le genovesi
Zahvaljujoč se stikom z "iskalci bronastih kovin", so se Liguri ukvarjali tudi z iskanjem mineralov, Dokaz za to je na primer rudnik Labiola, in metalurgijo, četudi je večina kovin v obtoku izvirala iz centralne Evrope. 
Pomembna dejavnost je bilo tudi trgovanje. Liguri so bili v Sredozemlju že zelo zgodj znani kot trgovci z dragocenim jantarjem z Baltika.  Z razvojem keltskega prebivalstva je ligursko ozemlje postalo ključno za dostop do morja in Liguri so postali, včasih tudi proti svoji volji, varuhi pomembnih komunikacij.
Čeprav niso bili pomembni pomorščaki, so imeli majhno pomorsko ladjevje. Njihov odnos do plovbe je opisan v naslednjem  zapisu:
Zaradi nakupov plujejo po Sardinskem in Libijskem morju in se spontano izpostavljajo izjemnim nevarnostim; njihova plovila so manjša od običajnih  čolnov in neudobna.  Presenetljivo je, da se ne bojijo resnih tveganj zaradi neviht.